# Sança Ximenis de Cabrera
Pour les articles homonymes, voir Cabrera.
Sança Ximenis de Cabrera est une noble catalane du Moyen Âge. 

## Famille et naissance
Fille de Bernat IV de Cabrera, vicomte de Cabrera et comte de Módica et de Timbor de Prades, elle porte le prénom de sa grand-mère maternelle, la comtesse catalane Sanxa Ximenes d'Arenós.

## Biographie
Elle est mariée en 1408 avec Archambaud de Foix, sire de Navailles, contre une dot de 16.000 florins d'or. Elle devient veuve en 1419. En 1431, elle achète une chapelle dans la cathédrale de Barcelone, alors en construction pour 300 florins.

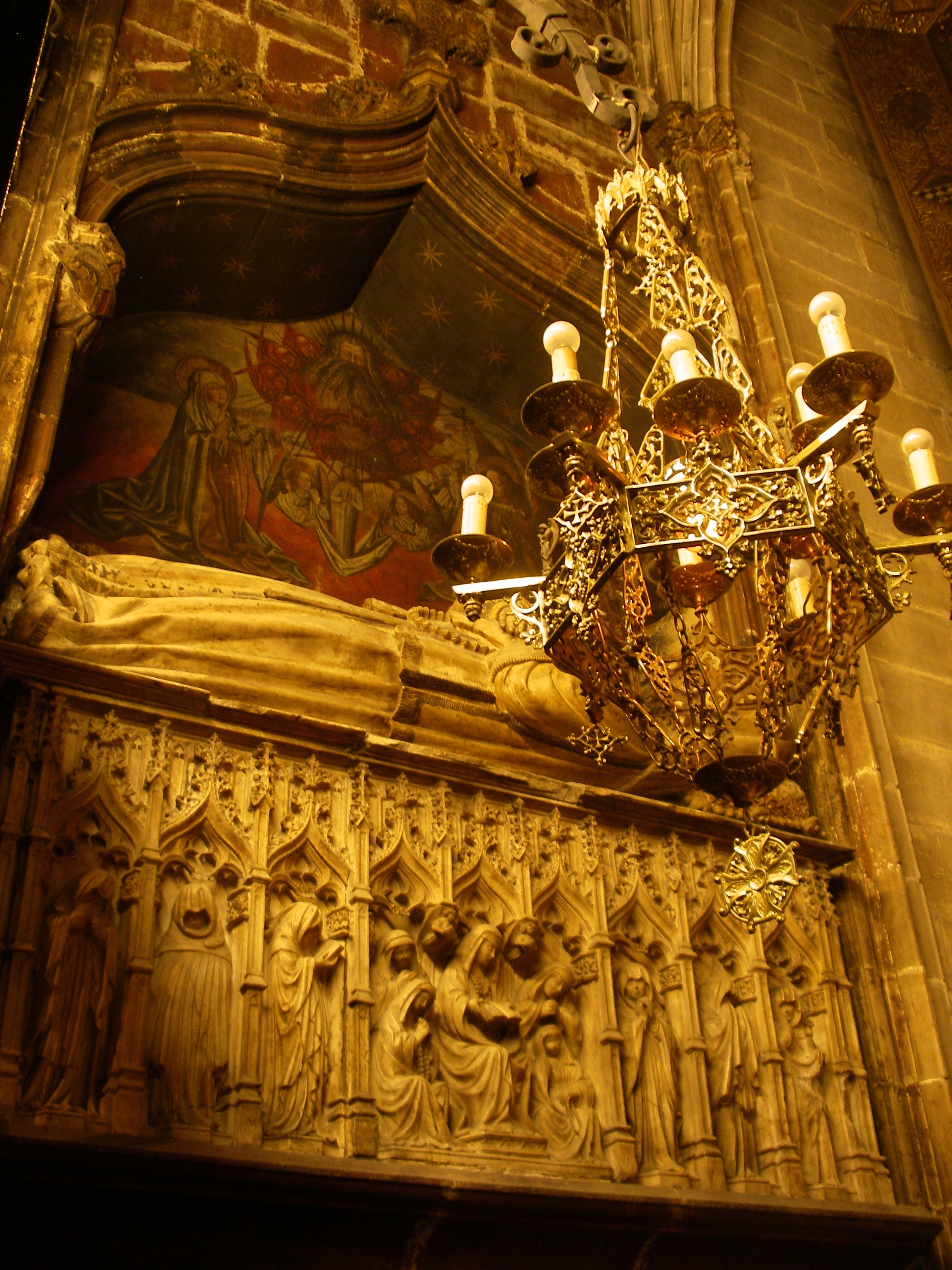
Tombe de Sança Ximenis de Cabrera en la cathédrale de Barcelone, œuvre de Pere Oller.

Connue pour être une grande mécène, elle charge Pere Oller de réaliser son tombeau. Il s'agit de l'une des œuvres les plus importantes de ce sculpteur.
Son livre de compte, conservé aux archives de la Pia Almonia et étudié par Jordi Andreu i Daufí permet d'étudier l'histoire économique de la Catalogne médiévale et l'histoire des femmes de cette époque.
Dans son testament, daté du 1er février 1471, demande être inhumée au sein de la cathédrale de Barcelone, dans la chapelle de Sainte Claire, habillée de noir et avec cordon franciscain. Elle nomme en tant qu'héritier universel, l'Hôpital de la Sainte Croix et à la Pía Almoina de la cathédrale. Alitée à partir du 17 juillet 1472, elle meurt le 25 novembre 1474 à Barcelone et est enterrée au sein de la chapelle demandée dans un arcosolium avec deux petits chiens au pied du gisant.